# Veolia Water Technologies & Solutions
Veolia Water Technologies & Solutions (anciennement GE Water, puis Suez Water Technologies & Solutions) est une entreprise américaine créée en 1925. Basée à Trevose (Pennsylvanie), elle est spécialisée dans les équipements de traitement des eaux. Depuis 2021, elle est une filiale de Veolia.

## Historique

### 1925: Betz Laboratories Inc.
William H. Betz et L. Drew Betz ont fondé leur entreprise de purification de l'eau à Philadelphie, en Pennsylvanie, en 1925. Le premier produit de Betz était le K-Gel, une substance colloïdale utilisée pour purifier l'eau des chaudières. Au cours de la première année, les ventes ont rapporté 30 000 dollars à l'entreprise. Betz a continué à vendre du K-Gel pendant 50 ans. 
Dans les années 1930, les ventes ont dépassé les 100 000 dollars par an, et la société a annoncé l'ajout de Collogel à sa gamme de produits. Collogel disperse l'alginate de sodium dans les systèmes d'eau domestiques. Deux ans plus tard, la société lance Adjunct, à utiliser en combinaison avec K-Gel. 

### 1996: BetzDearborn Inc.
En 1996, Betz acquiert l'activité Grace Dearborn de traitement de l'eau et de produits chimiques de procédé de l'entreprise W. R. Grace and Company. Dearborn comptait 2 500 employés et réalisait des ventes de 400 millions de dollars par an, tandis que Betz revendiquait 4 100 employés et 800 millions de dollars de revenus. En 1998, la société BetzDearborn Inc. est rachetée par Hercules Inc. pour un montant de 2,4 milliards de dollars.
En 2002, General Electric a rachète BetzDearborn à Hercules Inc. et prend le nom de GE Betz en rejoignant GE Infrastructure. À cette époque, l'entreprise avait un chiffre d'affaires d'environ 1 milliard de dollars et une force de vente de 2 000 personnes.

### 2006: GE Betz puis GE Water
Le 14 mars 2006, General Electric annonce le rachat de l'entreprise canadienne Zenon Environmental pour 656 millions de dollars.
En 2014, GE Water acquiert l'entreprise britannique Monsal Inc., basée à Mansfield.
En 2003, GE Water acquiert Osmonics Inc., entreprise basée dans le Minnesota, spécialisée dans la purification et la filtration de l'eau,.

### 2017: Suez Water Technologies
En mars 2017, l'américain General Electric annonce le vente de GE Water à Suez pour une valeur de 3,2 milliards d'euros. L'entreprise GE Water & Process Technologies est spécialisée dans les équipements de traitement d'eau pour la clientèle industrielle.
En mai 2025, Veolia annonce acquérir la participation de 30 % qu'il ne détient pas dans Veolia Water Technologies & Solutions pour 1,5 milliard d'euros.

## Identité visuelle

Logotype de GE Water & Process Technologies (jusqu'en 2017).
Logo de Suez Water Technologies & Solutions (2017-2021).
Logo de Veolia Water Technologies & Solutions (depuis 2021).